# 豊双線
豊双線（ほうそうせん）は北京市豊台区の豊台駅と朝陽区の双橋駅を結ぶ中国国鉄の鉄道路線である。

## 概要
1958年に建設開始。全長は38.7kmであり、北京市街地の南東部を経由することから東南環線とも呼ばれる。

## 駅一覧
- 双橋駅 - 百子湾駅 - 小紅門駅 - 大紅門駅 - 小葆台駅 - 豊台西駅 - 豊台駅

## 接続路線
- 双橋駅：京哈線・京承線・双沙線
- 大紅門駅：南苑線
- 豊台駅：京滬線・京広線・豊沙線・京広旅客専用線（予定）、北京地下鉄10号線、16号線（予定）

## 備考
豊台駅は大規模改造工事のため2010年6月20日から業務停止中である。